# 民主夥伴共榮之旅
民主夥伴共榮之旅是指中華民國總統蔡英文於2023年（民國112年）3月29日至4月7日間訪問危地马拉、伯利兹並過境美国進行的国事访问。這也是她自2019冠状病毒病疫情以來首次出訪。
儘管訪問行程是中華民國的兩個友邦，但多數媒體均關注於其「過境」美國時的與會人物，包括會晤了美国众议院民主黨領袖哈基姆·傑弗里斯，並在回程時順利地與美國眾議院議長凱文·麥卡錫會面。

## 背景
2023年3月，據《彭博社》報導，美國眾議院議長凱文·麥卡錫將在美國與蔡英文會面。總統府表示，相關行程正在規劃，定案後將會向大眾說明。
3月21日，總統府召開記者會，宣布蔡英文將於29日率團訪問危地马拉及伯利兹等友邦，並於4月7日回到臺灣，全程共10天9夜。去程時經美國紐約過境，再依序前往瓜地馬拉及貝里斯兩友邦，返程時將於美國洛杉磯過境。
總統府發言人林聿禪表示，蔡英文自2019年出訪友邦之後因疫情已三年多未出訪。在2022年9月時，瓜地馬拉總統亚历杭德罗·贾马特就已邀請蔡英文訪問瓜地馬拉；而貝里斯長年以來，堅定支持臺灣參與國際組織，雙方在各種領域建構密切關係。為回應友邦多次邀請及展現對二國重視，故將展開「民主夥伴共榮之旅」。

## 行程安排
| 時間    | 行程 |
| ------- | --- |
| 3月29日 | 搭乘飛機抵達紐約、出席僑界人士晚宴 |
| 3月30日 | 與臺美青年座談、至駐紐約辦事處與友邦常代與台籍人士交流、出席美國「哈德遜研究所」舉辦之「全球領導力獎晚會」、會晤衆議院民主黨領袖哈基姆·傑弗里斯   |
| 3月31日 | 與跨黨派議員共進早餐、飛抵危地马拉、晤敘旅瓜僑民代表、會晤賈麥岱總統、見證兩國外長簽署「臺瓜基本合作協定」、賈麥岱總統國宴                        |
| 4月1日  | 參訪蒂卡爾國家公園、總統答宴 |
| 4月2日  | 參加齊瑪德南戈醫院贈交儀式 飛抵伯利兹、旅貝僑民代表餐敘                                                                                           |
| 4月3日  | 見證兩國外長簽署技術合作協定、會晤總理強尼·布里仙紐、於貝里斯國會發表演說、總督察芙拉國宴、視察技術團種羊生產暨輔導體系強化計畫、布里仙紐總理晚宴 |
| 4月4日  | 出席婦女賦權計畫成果展 |
| 4月5日  | 飛抵洛杉矶 |
| 4月6日  | 與美國眾議院議長凱文·麥卡錫舉行閉門會議 |
| 4月7日  | 隨團記者茶敘、返抵國門 |